# Maud Wagner
Maud Stevens Wagner, född i februari 1877, död 30 januari 1961, var cirkusartist och USA:s första kända kvinnliga tatuerare.